# 일본 국회
일본 국회(国会, 영어: National Diet)는 일본 중앙 정부의 입법부이다. 일본국 헌법에 의한 국권의 최고 기관이며, 일본의 유일한 입법기관이다. 의사(議事)에 이용되는 국회의사당은 도쿄도 지요다구에 위치하고 있다.

## 연혁
- 1874년 이타가키 다이스케 등이 ‘민선의원설립건백서’를 제출.
- 1881년 메이지 천황이 10년 후의 국회 개설을 약속한 조칙을 내림.
- 1889년 일본제국 헌법 공포. 귀족원과 중의원으로 구성된 양원제 제국의회가 규정.
- 1890년 제1회 제국의회 개회.
- 1936년 제국의회 의사당(현 국회의사당)이 준공.
- 1947년 일본국 헌법이 시행됨. 국권의 최고 기관으로 중의원과 참의원으로 구성된 양원제 국회가 설치되어, 제1회 국회를 개회함.

## 구성
국회는 중의원하고 참의원으로 구성된다. 
중의원은 하원, 참의원은 상원에 해당하며, 양원 모두 주권자인 국민의 선거로 선출된 국회의원으로 구성된다.
양원을 보좌하는 기관으로 각각 사무국과 법제국이 놓이며, 또한 의회 직속이 아닌 보좌 기관으로 국립국회도서관이 있다. 
이 외에도 일본국 헌법에서 규정한 국회의 재판관 탄핵을 실시하기 위해 재판관소추위원회하고 재판관탄핵재판소가 설치되어 있다.
| - 중의원(衆議院 슈우끼인[*])(하원) - 중의원 사무국 - 중의원 법제국 | - 참의원(参議院 산끼인[*])(상원) - 참의원 사무국 - 참의원 법제국 - 국립국회도서관 - 재판관소추위원회 - 재판관탄핵재판소 |

## 운영

### 회기
국회는 회기 중에만 활동한다. 다만 위원회는 폐회 이전의 수속을 통하여 폐회시에도 심사를 실시할 수 있다.
- 상회(통상국회 : 정기회)

연 1회, 1월 중에 소집하며 회기는 150일이다. 1회 연장이 가능하다.
- 임시회(임시국회)

필요에 따라 내각이 소집을 결정한다. 한 쪽 의회의 총 의원의 4분의 1 이상의 요구가 있을 때에는 소집의 결정이 불가피하다. 회기는 양원 일치의 의결로 정하며, 2회까지 연장할 수 있다.
- 특별회(특별국회)

중의원 해산으로 인한 총선거 뒤에 소집한다. 회기의 결정은 임시회와 같다.
- 긴급집회

중의원이 해산되었을 때부터 특별회가 열리기 전의 기간 중에 긴급한 의결 사안이 생겼을 때에는, 참의원에 대하여 개회할 수 있다. 긴급집회의 의결은 국회의 의결로 효력을 가지지만, 어디까지나 임시의 효력이므로 사후에 중의원의 동의를 얻지 못할 때에는 이후에 대한 효력을 잃는다.

### 위원회
제국의회 시대의 의안 심의가 본회의 중심인 것에 비하여, 전후(戰後)의 국회는 위원회를 중심으로 의안을 심의하고 있다. 각 국회의 위원회에는 상설의 상임위원회와 안건마다 필요에 따라 마련할 수 있는 특별위원회가 있다. 또한 구체적인 의안의 위임을 기다리지 않고, 장기간의 심도있는 조사를 위한 조사회가 설치되어 있다.

#### 상임위원회
- 내각위원회
- 총무위원회
- 법무위원회
- 외무위원회 (중의원)
- 안전보장위원회 (중의원)
- 외교방위위원회 (참의원)
- 재무금융위원회 (중의원)
- 재정금융위원회 (참의원)
- 문부과학위원회 (중의원)
- 문교과학위원회 (참의원)
- 후생노동위원회
- 농림수산위원회
- 경제산업위원회
- 국토교통위원회
- 환경위원회
- 국가기본정책위원회
- 예산위원회
- 결산행정감시위원회 (중의원)
- 결산위원회 (참의원)
- 행정감시위원회 (참의원)
- 의원운영위원회
- 징벌위원회

## 의사 진행

### 의사 수속
- 방법
  - 의사정족수
    - 본회의 - 헌법 제56조 1항에 의해 양원 모두 총의원의 3분의 1 이상.
    - 위원회 - 국회법 제49조에 의해 위원의 반수 이상.

  - 의결정족수
    - 본회의 - 헌법 제56조 2항에 의해 양원 모두 출석의원의 과반수. 가부동수시에는 의장의 결재에 의함. 의원의 의석 상실(헌법 제55조)이나 회의 비공개(헌법 제57조 1항의 단서), 제명(헌법 제58조 2항의 단서), 중의원에서 가결했으나 참의원에서 다른 의결을 한 법률안을 중의원에서 다시 가결하려는 경우(헌법 제59조 2항)에는 출석의원의 3분의 2 이상. 헌법개정을 발의하려는 때(헌법 제96조 1항)에는 재적의원의 3분의 2 이상.
    - 위원회 - 국회법 제50조에 의해 출석 위원의 과반수. 가부동수시에는 의장의 결재에 의함.
- 공개의 원칙·기록의 공표 
  - 본회의 (헌법 제57조)

① 양 의원의 회의는 공개로 한다. 단 출석 의원의 3분의 2 이상의 다수로 의결한 때에는 비밀 회의를 열 수 있다.
② 양 의원은 각각 그 회의의 기록을 보존하고, 비밀회의 기록 중에서 특히 비밀을 요한다고 인정되는 것 이외에는 이를 공표하며, 또한 일반에게 반포해야 한다.
③ 출석 의원의 5분의 1 이상의 요구가 있을 때에는 각 의원의 표결을 회의록에 기재해야 한다.
- - 위원회는 비공개가 원칙이며, 의원만이 방청 가능하다. 단 보도관계자 등이 위원장의 허가를 받은 경우에는 방청이 가능하다.(국회법 제52조)

## 권한

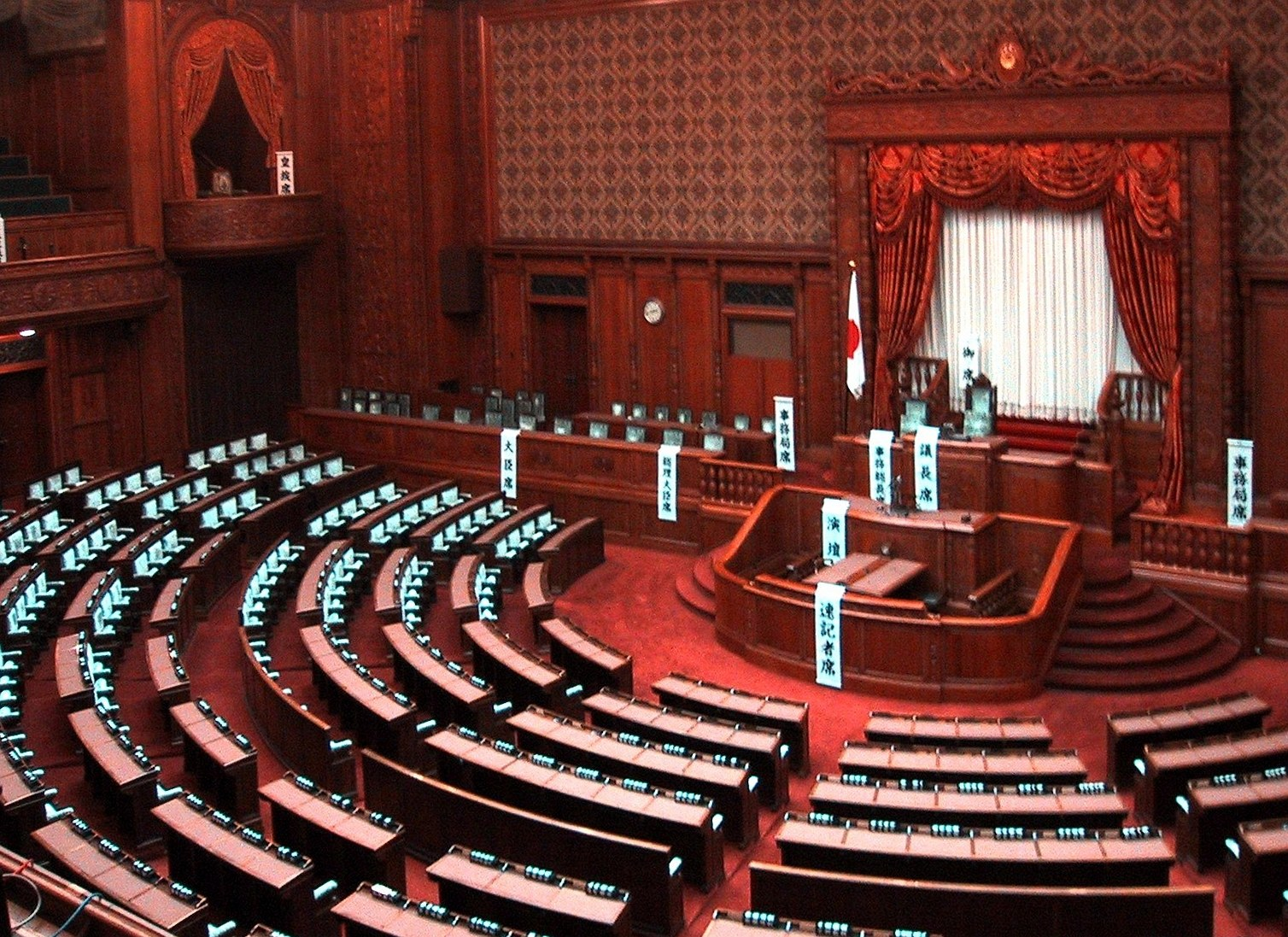
참의원 의회

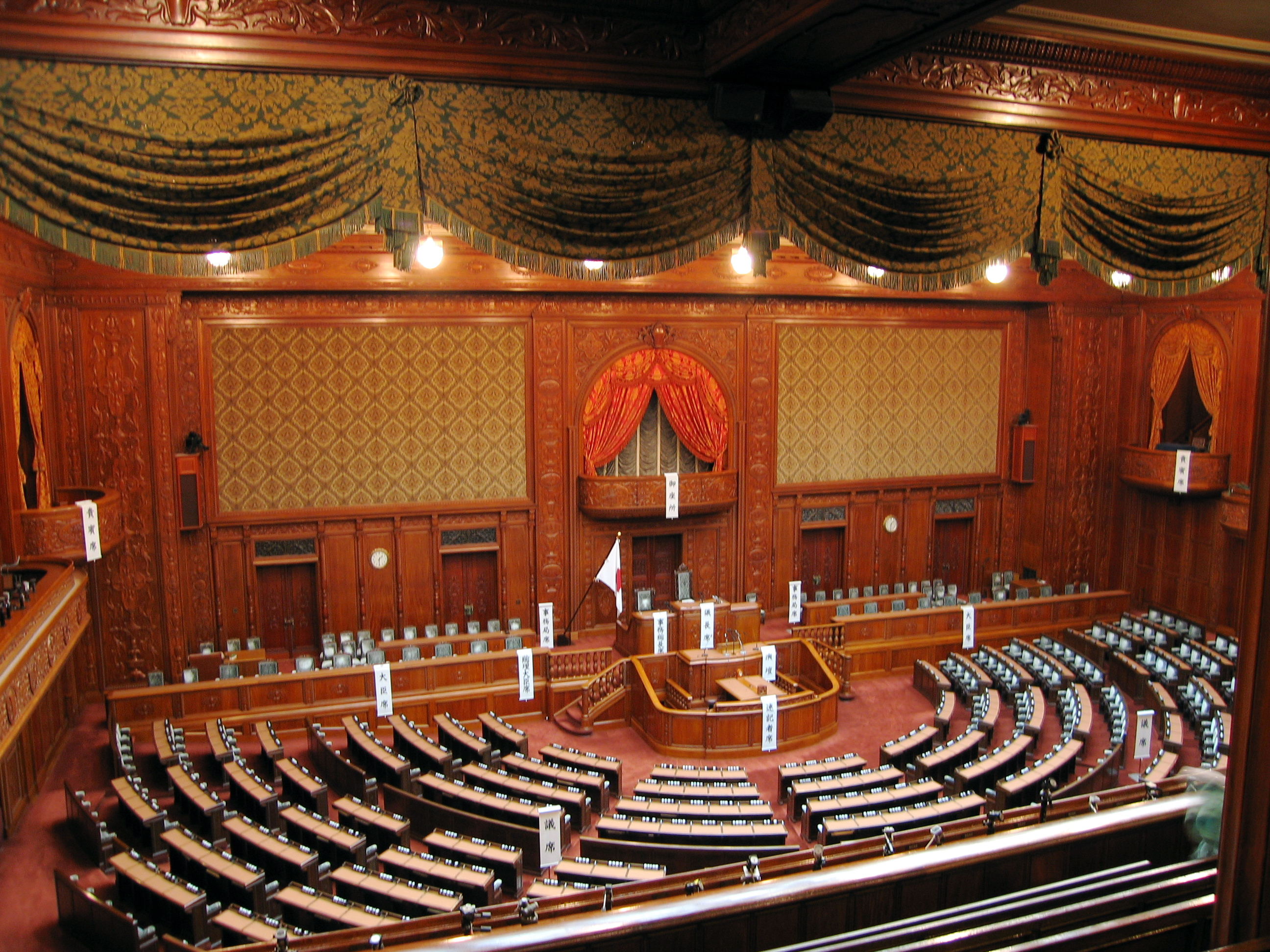
중의원 의회

### 입법
유일한 입법 기관이므로, 일본국 헌법상의 인권에 관한 조문 등에서 기술한 “법률이 정하는 바에 따라”라거나 “법률이 정하는 절차에 의하지 아니하고는” 등의 경우에는, 국회를 통해서만 구체적인 조건이나 규정을 정할 수 있다. 또한 입법부인 국회가 판단하여, 세부적인 실시 방법이나 구체적인 기준 등에 대한 결정을 행정부인 내각에 위임할 수 있다. 다만 이러한 경우에도 일정한 제약을 붙이는 것이 필요하다.
헌법은 규정된 절차를 거치지 않고서 국회만의 판단으로는 개정할 수 없지만, 그 헌법의 범위 내에서 법령을 제정하는 것은 국회만이 가진 권한이다. 따라서 행정부의 활동은 법률에 의해서 이루어지므로, 행정 활동은 자연스럽게 국회의 의사에 영향을 받게 된다. 일본에서는 의원내각제를 취하기 때문에 일반적으로 국회의 의사와 행정부를 지휘하는 내각의 의사는 일치하는 경향이 있다.
재판관은 헌법과 법률에만 구속된다(헌법 제76조 3항). 헌법에 위배되는 경우에는 재판소가 위헌입법심사권을 행사하여 해당 법률이 무효인지 판단할 수 있지만, 법률을 제정하는 국회의 의사는 재판을 통하여 일본 전체에 미치는 것이라고 할 수 있다.

### 행정과의 관계
- 의원내각제

헌법 제66조 3항은 “내각은 행정권의 행사에 관하여 국회에 대하여 연대하여 책임을 진다”고 규정하고 있다. 만일 법률에 직접적인 근거가 없는 행정을 일정한 필요로 시행하는 경우에도 국회의 의사를 존중해야 한다. 존중하지 않는 경우를 대비하기 위한 장치로 헌법에서는 제69조에서 내각 불신임 결의안을 가결하였거나, 신임 결의안을 부결했을 때의 내각 총사직을 규정하고 있다.
불신임 결의라는 강력한 권한을 이용한 내각 감독 의무를 헌법에서는 중의원에게 부여하고 있다. 또한 총사직 의무는 중의원이 해산되었을 때에는 일시적으로 면할 수 있다. 이처럼 중의원과 내각은 밀접하고도 특수한 의존관계를 유지하고 있다.
물론 불신임 결의는 가장 강력한 문책 수단이며, 그 외에도 양원 모두 질문권이나 국무대신의 출석요구권 및 국정조사권을 가지고 있다.
입법에서도 의원내각제에서는 의회입법이 아닌 내각이 작성하여 제출한 법안이 중심이 되어, 그러한 주요 법안을 성립시킬지가 내각의 신임이나 불신임과 같은 의미를 가질 때가 있다. 2005년의 우정 민영화 법안의 부결에 의한 ‘우정해산’이 대표적인 예이다.
- 예산 승인

예산의 승인은 국회가 행정을 통제하는 수단이 되는 경우가 많다. 예산의 부결은 중의원의 의결이 우월하다고 규정한 헌법에 의해, 사실상 중의원의 권한이지만 예산 부결이라고 하는 강권은, 일본국 헌법에서는 사실상 중의원에만 인정하고 있지만, 참의원의 자연 성립전에 예산이 집행되는 경우는, 잠정예산을 중참으로 의결할 필요가 있다.
- 조약

조약의 승인또한 국회가 행정을 통제하는 수단이 되는 경우가 많다. 조약의 부결 또한 예산의 규정을 준용하므로, 사실상 중의원에만 인정된다.
- 국정조사권

### 사법과의 관계
- 탄핵 재판소의 설치 (헌법 제64조 1항)

국회는 파면의 소추를 받은 재판관을 재판하기 위하여 양 의원의 의원으로 조직하는 탄핵재판소를 둔다.

### 중의원의 우월
중의원과 참의원의 의결이 일치하지 않을 때에는 중의원의 우월이 인정되는 경우가 있다. 중의원의 임기는 참의원의 임기(6년)보다 짧고, 중의원은 임기 중에 해산될 수도 있다. 따라서 참의원에 비해 보다 충실한 민의의 반영을 구현할 수 있으므로 참의원에 대해서 우월적 지위에 서게 된다.
- 헌법 제59조 2항 중의원에서 가결하고, 참의원에서 이와 다른 의결을 한 법률안은 중의원에서 출석 의원의 3분의 2 이상의 다수로 다시 가결한 때에는 법률이 된다.
  - 헌법 제59조 4항 참의원이 중의원의 가결한 법률안을 접수한 후, 국회 휴회 중의 기간을 제하고 60일 이내에 의결하지 않을 때에는, 중의원은 참의원이 그 법률안을 부결한 것으로 볼 수 있다.
- 헌법 제60조 2항 예산에 대하여 참의원에서 중의원과 다른 의결을 한 경우에는 법률의 정하는 바에 따라 양 의원의 협의회를 열어도 의견이 일치되지 않을 때 또는 참의원이 중의원의 가결한 예산을 접수한 뒤 국회 휴회 중의 기간을 제한 30일 이내에 의결하지 않을 때에는 중의원의 의결을 국회의 의결로 한다.
- 헌법 제61조 조약의 체결에 필요한 국회의 승인에 대해서는 전조 제２항(제60조 2항)의 규정을 준용한다.
- 헌법 제67조 2항 (내각총리대신의 지명에 대해) 중의원과 참의원이 다른 지명을 한 경우, 법률의 정하는 바에 따라 양 의원의 협의회를 열어도 의견이 일치하지 않을 때 또는 중의원이 지명의 의결을 한 뒤 국회 휴회중의 기간을 제하고 10일 이내에 참의원이 지명의 의결을 하지 않을 때에는, 중의원의 의결을 국회의 의결로 한다.
- 헌법 제69조 내각은 중의원에서 불신임의 결의안을 가결하거나 또는 신임의 결의안을 부결하였을 때에는 10일 이내에 중의원이 해산되지 않는 한 총사직하여야 한다.
- 국회법 제13조 전 2조(제11~12조 임시회 및 특별회의 회기를 정하는 일이나 국회의 회기를 연장하는 일)의 경우에 대하여 양원의 의결이 일치하지 않거나, 참의원이 의결하지 아니할 때에는 중의원의 의결을 따른다.

## 같이 보기
- 일본 제국의회
- 일본국 정부

| - 입법부 - 참의원 - 중의원 | - 행정부 - 일본 내각 - 내각총리대신 - 국무대신 | - 사법부 - 일본의 재판소 - 일본 최고재판소 |